# Archophileurus opacostriatus
Archophileurus opacostriatus är en skalbaggsart som beskrevs av Ohaus 1911. Archophileurus opacostriatus ingår i släktet Archophileurus och familjen Dynastidae. Inga underarter finns listade.